# 斯波貞吉

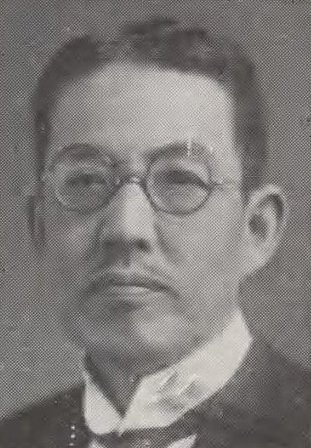
斯波貞吉

斯波 貞吉（しば ていきち、明治2年8月17日（1869年9月22日） - 昭和14年（1939年）10月14日）は、日本の衆議院議員（憲政会→立憲民政党）、ジャーナリスト。

## 経歴
越前国福井に、藩士斯波有造の長男として生まれる。1891年（明治24年）にオックスフォード大学を卒業した後、東京帝国大学文科大学英文科に入り、1896年（明治29年）にその選科を卒業した。盛岡中学校と高輪中学校で教鞭をとり、さらに仏教大学（現在の龍谷大学）の教授を務めた。
1899年（明治32年）、黒岩涙香に招かれて「萬朝報」に入社した。当初は英文記者であったが、やがて編集局長、さらに主筆を務めた。特に普選運動には積極的に取り組んだ。
1925年（大正14年）6月に「東京大勢新聞」の社長兼主筆に就任したが、12月に辞して、衆議院補欠選挙に出馬し、当選した。以後、当選回数は6回を数えた。墓所は多磨霊園(10-1-15-16)。

## 著書
- 『国家的社会論』（冨山房、1892年）
- 『実用英語対話』（言文社、1903年）
- 『日本を甦らせた勇三の腕』（忠誠堂、1930年）

## 家族
- 斯波北荘（有造、1844-1911） ‐ 父。漢詩人。越後国出身。[5]
- 斯波安 - 妻。教育者。文華高等女学校（現在の十文字中学校・高等学校）創設者[6]、学監[1]。
- 芳賀矢一 ‐ いとこ[5]
- 堤正誼 ‐ 妹もとの養父[7]